# Jakob Zech
Jakob Zech, auch Jacob Zech, Czech, Zähen oder Jakub Čech, genannt auch Jakob der Böhme († 1540 in Prag), war ein böhmischer Uhrmacher.

## Leben
Zech lebte in der ersten Hälfte des 16. Jahrhunderts in Prag. Er war dort königlicher Hofuhrmacher bei der Königin Anna und gleichzeitig verantwortlich für die Wartung der Prager Rathausuhr. Die Wartung führte er zusammen mit Jan Růže (Hanuš), der möglicherweise sogar sein Vater gewesen sein könnte, aus. Für diese Arbeit erhielt er 1515 vom Prager Stadtrat das Haus „bei den drei Rittern“ in der Prager Altstadt übereignet.
Sein Schwiegersohn Hans Steinmeisel war ebenfalls ein bedeutender Prager Uhrmacher.
Jakob Zech starb in Prag im Jahr 1540.

## Leistungen

Zifferblatt der ersten Tischuhr, 1525

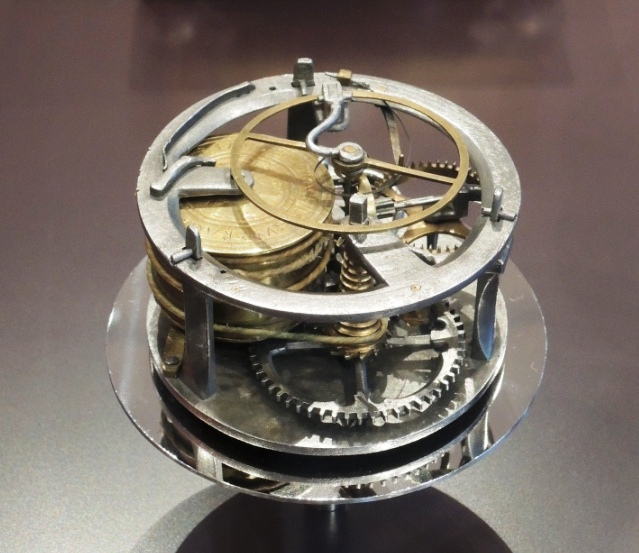
Tischuhr, 1527

Von Jakob Zech sind insgesamt vier trommelförmige Tischuhren bekannt. Bei diesen Uhren handelt es sich um die ältesten Federzuguhren die mit Meisternamen sowie Herstellungsort und -zeit signiert sind.
- 1525 – Seine erste Tischuhr trägt das gravierte Wappen des polnischen Königs Sigismund I. und seiner Gemahlin, der Königin Bona Sforza. Die gleichen Wappen sind auch auf dem Zeiger eingraviert.[5] Standort: Londoner Gesellschaft für Altertumsforscher
- 1525 – Die zweite Uhr ist nicht komplett erhalten.  Standort: Städtisches Museum in Prag[6]
- 1527 – Die dritte Uhr ist einfacher ausgeführt und hat ein zusätzlich aufgesetztes Weckerwerk.[3] Standort: Mathematisch-Physikalischer Salon Dresden[7]
- 1528 – Die vierte Uhr zeigt die gravierten Wappen böhmischer und polnischer Adliger. Standort: Kunstgewerbemuseum Berlin

1534 erhielt er eine Zahlung von 44 Dukaten für fünf Uhren (vermutlich Halsuhren), die er für die Königin Anna angefertigt hatte.